# Tetragnatha cheni
Tetragnatha cheni este o specie de păianjeni din genul Tetragnatha, familia Tetragnathidae, descrisă de Zhu, Song și Zhang în anul 2003. Conform Catalogue of Life specia Tetragnatha cheni nu are subspecii cunoscute.